# Para-sol (fotografia)

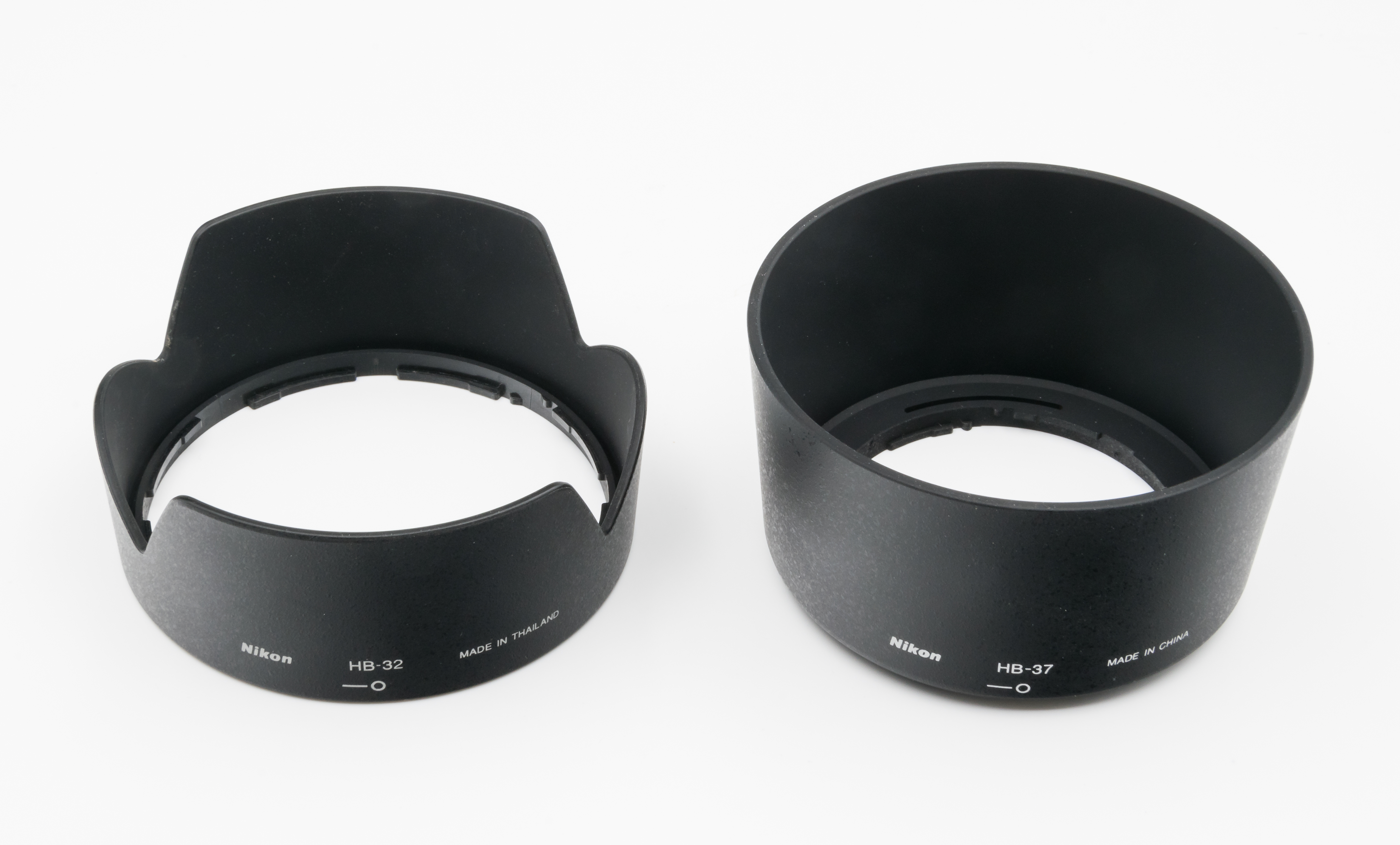
Para-sol en forma de flor i en forma de tub

Un para-sol és un accessori en forma de tub o embut que s'acobla en un objectiu per protegir-lo de la llum lateral que podria crear refraccions en la fotografia.
La geometria del para-sol depèn de la distància focal, aquest serà més curt i obert com més angular sigui la distància focal, i més llarg i estret com més gran sigui la distància focal. En objectius gran angular i de focals mitges els para-sols acostumen a ser en forma de pètal o flor.
Una elecció errònia del para-sol pot produir vinyetatge en la fotografia. Si s'usa un objectiu zoom, caldrà utilitzar el para-sol adequat per a la menor distància focal del zoom.

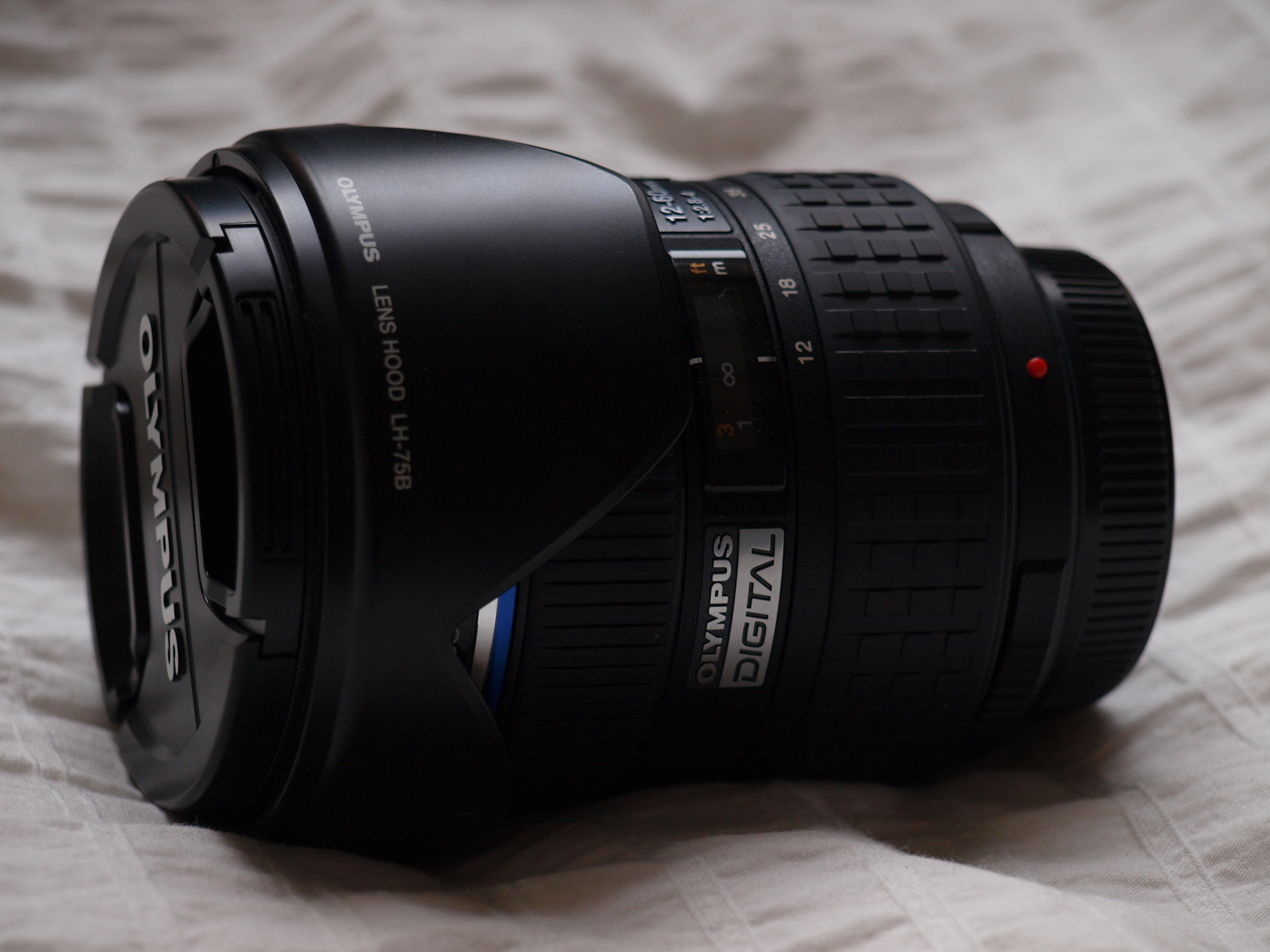
Para-sol guardat del revés a l'objectiu

Aquests accessoris es poden muntar a l'objectiu amb una baioneta o amb una rosca, els del primer tipus són més còmodes de guardar, ja que es poden muntar del revés fent que quedi per sobre l'objectiu. També hi ha objectius, sobretot ulls de peix i grans angulars, que tenen el parasol integrat.